# Desiree Scott
Desiree Rose Marie Scott (* 31. Juli 1987 in Winnipeg, Manitoba) ist eine kanadische Fußballspielerin. Die Tochter eines Jamaikaners und einer Kanadierin spielt seit der Saison 2018 für den NWSL-Teilnehmer Kansas City NWSL und für die kanadische Nationalmannschaft im Mittelfeld.

## Karriere

### Verein
In der Saison 2013 spielte sie in der neugegründeten National Women’s Soccer League, der höchsten amerikanischen Profiliga im Frauenfußball, für den FC Kansas City. Im Januar 2014 wechselte sie zum englischen Erstligisten Notts County (bis 2013 Lincoln Ladies FC). Nach zwei Jahren in England kehrte Scott im Rahmen der jährlichen Player Allocation zum FC Kansas City zurück. Zur Saison 2018 wechselte sie zum Utah Royals FC. Dort kam sie in zwei Spielzeiten auf 38 Einsätze. Auch bedingt durch die COVID-19-Pandemie hatte sie 2020 keinen Einsatz und nachdem im Dezember 2020 sich die Mannschaft aus der NWSL zurückzog, wurde sie – wie auch andere Spielerinnen des Vereins – von Kansas City Current übernommen. Die Saison 2021 schloss die Mannschaft auf dem letzten Platz ab, 2022 wurde als Fünfter das Finale der Play-offs erreicht, dies aber gegen Portland Thorns FC verloren, die von ihrer früheren Nationalmannschaftsmitspielerin Rhian Wilkinson trainiert wurden.

### Nationalmannschaft
Scott durchlief die kanadischen Jugendnationalmannschaften und spielte insgesamt 21-mal für die U-19/20-Mannschaften. Mit der U-19-Mannschaft holte sie 2006 bei der CONCACAF U-20-Meisterschaft der Frauen 2006 die Silbermedaille und qualifizierte sich damit für die U-20-Fußball-Weltmeisterschaft der Frauen 2006, bei der Kanada aber in der Vorrunde ausschied.
Scott machte mit 22 Jahren am 24. Februar 2010 beim Zypern-Cup, den Kanada gewann, gegen die Schweiz ihr erstes A-Länderspiel. Sie gehörte fortan zum Stamm der Mannschaft und gewann im selben Jahr mit Kanada den Gold Cup, mit dem sich Kanada direkt für die WM 2011 qualifizierte. 2011 gewann sie mit Kanada erneut den Zypern-Cup und wurde in den kanadischen Kader für die WM berufen. Scott wurde erstmals im zweiten WM-Spiel gegen Frankreich in der 60. Minute, nachdem das 0:2 gefallen war eingewechselt, konnte dem Spiel aber keine Wende geben und Kanada verlor mit 0:4 und damit die Chance auf den Viertelfinaleinzug. Auch im letzten Spiel wurde sie erst eingewechselt, als die Entscheidung schon gefallen war.
Für die Olympischen Spiele 2012 wurde sie ebenfalls nominiert. Sie kam in allen sechs Spielen zum Einsatz und spielte immer über die komplette Distanz.
2015 wurde sie in den Kader für die Weltmeisterschaft im eigenen Land berufen, wo sie in allen fünf Spielen der Kanadierinnen zum Einsatz kam, mit ihrer Mannschaft aber im Viertelfinale ausschied. Im Dezember 2015 nahm sie dann mit der Nationalmannschaft am Viernationenturnier in Brasilien teil, bei dem Kanada den zweiten Platz belegte.
Am 11. Februar 2016 machte sie beim Qualifikationsturnier für die Olympischen Sommerspiele 2016 im ersten Gruppenspiel gegen Guyana ihr 100. Länderspiel. Sie ist die einzige Feldspielerin der kanadischen Mannschaft mit mindestens 100 Spielen, der noch kein Tor gelang. Sie kam beim Turnier in vier von fünf Spielen zum Einsatz und fehlte nur im dritten Gruppenspiel als einige Stammspielerinnen geschont wurden. Mit einem 3:1 im Halbfinale gegen Costa Rica qualifizierte sich ihre Mannschaft für die Olympischen Spiele, verlor dann aber das Finale gegen die USA mit 0:2.
Sie wurde dann auch in den Kader des Olympiateams für die Sommerspiele in Rio de Janeiro berufen, wo sie in zwei Gruppenspielen und den Spielen der K.-o.-Runde zum Einsatz kam und mit dem Nationalteam die Bronzemedaille gewann.
Am 25. Mai 2019 wurde sie für die WM 2019 nominiert. Sie kam in den vier Spielen der Kanadierinnen zum Einsatz, schied aber mit ihrer Mannschaft im Achtelfinale gegen den späteren Dritten Schweden aus.
Im Juni 2021 wurde sie für die wegen der COVID-19-Pandemie um ein Jahr verschobenen Olympischen Spiele nominiert. Bei den Spielen wurde sie nur im dritten Gruppenspiel gegen Großbritannien nicht eingesetzt. In den anderen Spielen verpasste sie keine Minute und gewann mit ihrer Mannschaft die Goldmedaille.
Bei der CONCACAF W Championship 2022 kam sie in den drei Gruppenspielen, dem Halbfinale und im Finale zum Einsatz. Bereits mit dem Einzug ins Halbfinale qualifizierten sich die Kanadierinnen für die Fußball-Weltmeisterschaft der Frauen 2023 in Australien und Neuseeland. Im Finale verloren sie dann aber wieder einmal gegen die USA. Für die WM konnte sie verletzungsbedingt nicht nominiert werden. Erst für den SheBelieves Cup 2024 wurde sie wieder nominiert, aber nicht eingesetzt.
Sie ist die einzige kanadische Feldspielerin mit mindestens 100 Länderspielen, die noch kein Tor erzielen konnte.

## Erfolge
- Gold-Cup-Siegerin 2010
- Zypern-Cup-Siegerin 2010, 2011
- Siegerin bei den Panamerikanischen Spielen 2011
- Olympische Spiele 2012: Bronzemedaille
- Algarve-Cup-Siegerin 2016
- Olympische Spiele 2016: Bronzemedaille
- Olympische Spiele 2020: Goldmedaille